# William Henry Margetson
William Henry Margetson, né en 1861 à Londres, mort le 2 janvier[réf. souhaitée] 1940 à Wallingford, est un peintre et illustrateur britannique. Il est connu principalement pour ses tableaux représentant des femmes et relevant du courant de l'esthétisme.

## Biographie
Wiliam Henry Margetson naît en 1861 à Londres. Il étudie à South Kensington Schools puis à la Royal Academy où il commence à exposer ses tableaux en 1885. Il réside à Wallingford. Margetson peint à l'huile et à l'aquarelle. Il peint des portraits et des tableaux représentant des jeunes femmes, mais aussi quelques sujets religieux (St Mary at the Loom), historiques (Cleopatra) ou allégoriques (The Sea hath its Pearls). Son épouse, Helen Hatton, est elle aussi peintre et illustratrice. William Henry Margetson meurt à Wallingford le 2 janvier 1940.

## Galerie

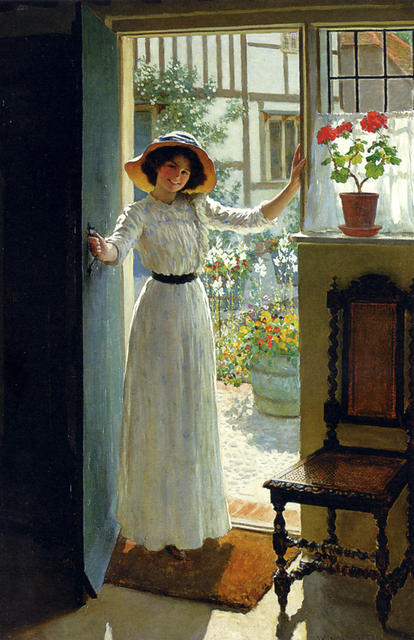
At the Cottage Door, tableau de W. H. Margetson, vers 1900.
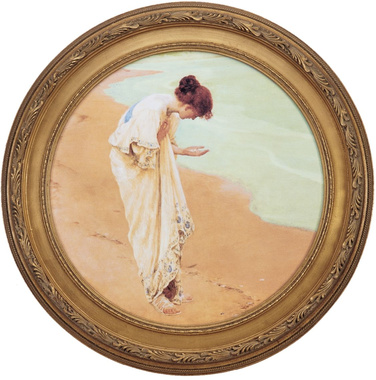
The Sea Hath its Pearls, 1897.
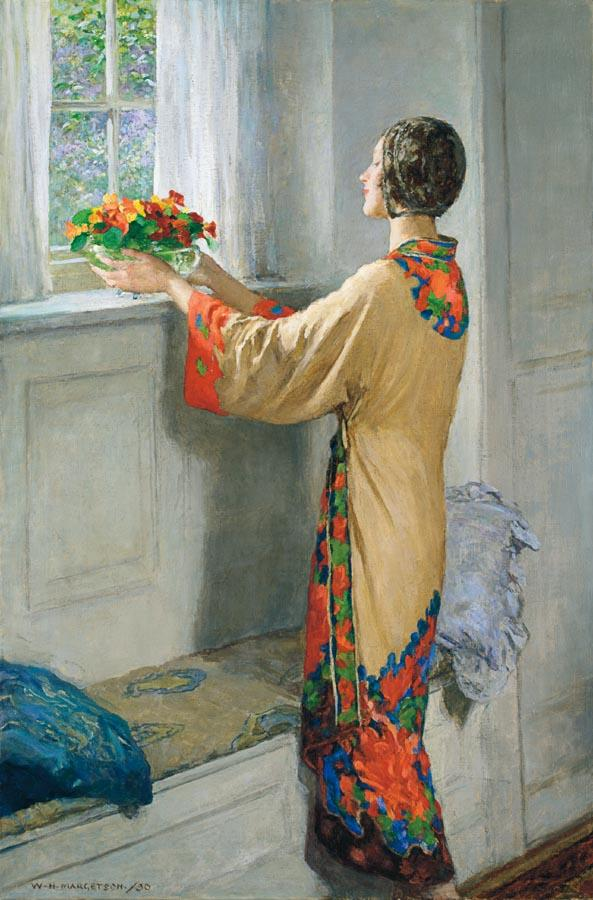
A New Day
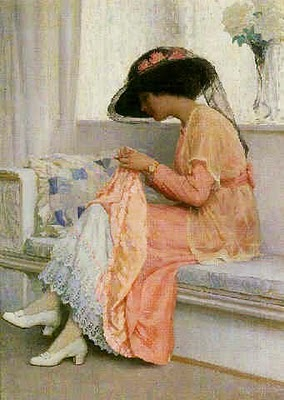
A Stitch in Time
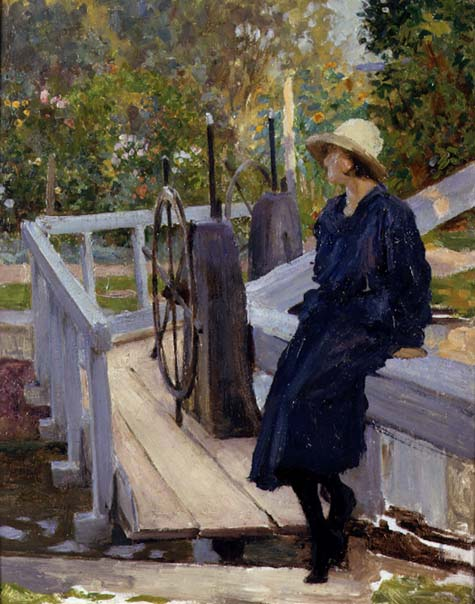
Girl by a Lock
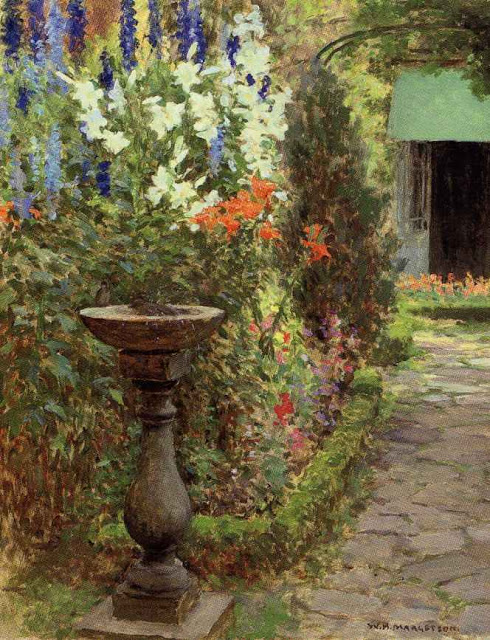
Gardenpath
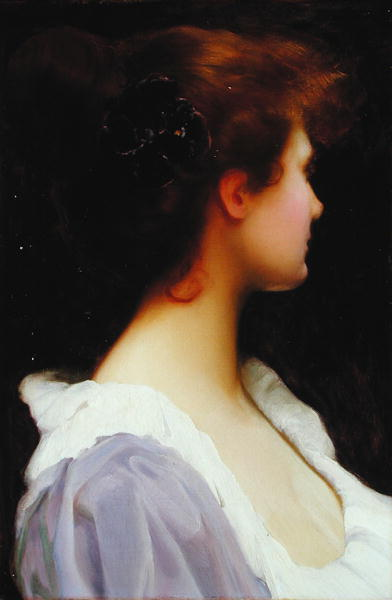
Faith
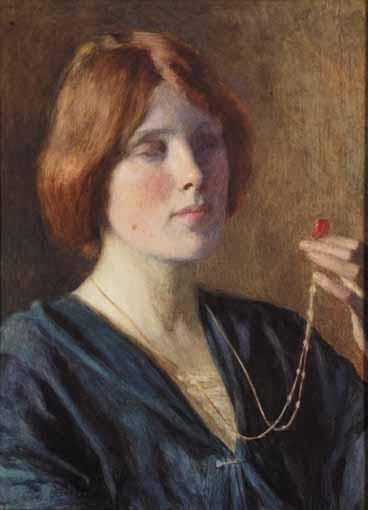
The Amulet
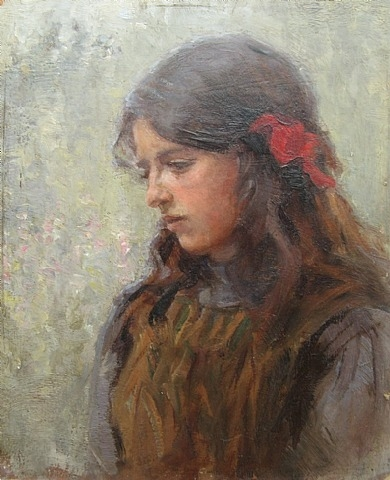
Nora
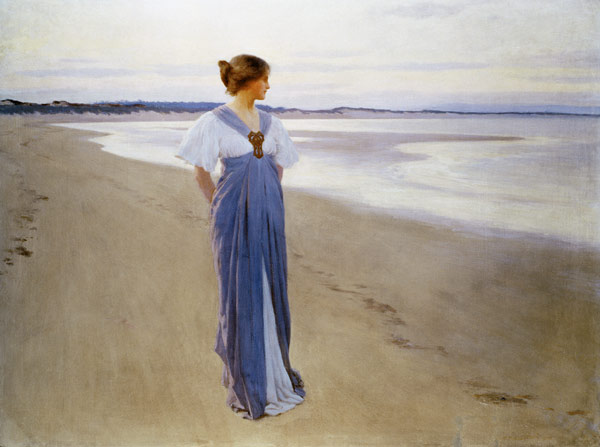
The seashore
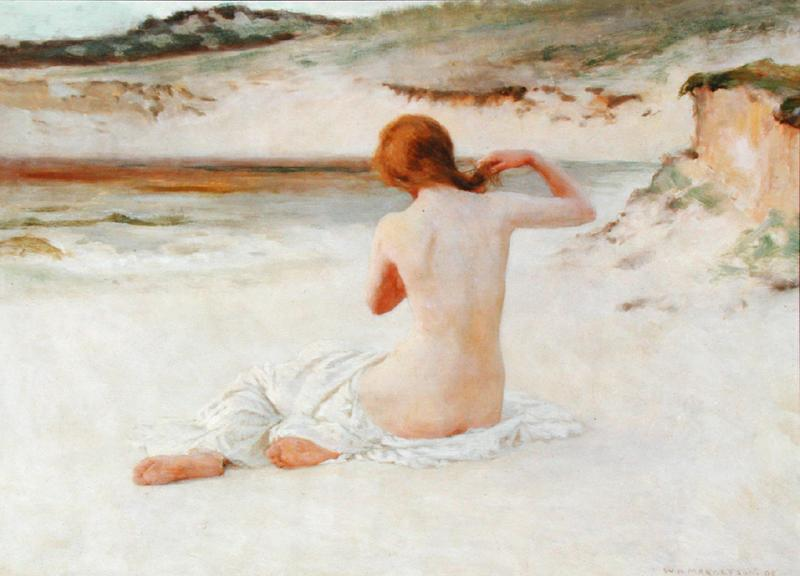
A Summer Evening